# Llica
Llica è un comune (municipio in spagnolo) della Bolivia nella provincia di Daniel Campos (dipartimento di Potosí) con 5.609 abitanti (dato 2010).

## Cantoni
Il comune è suddiviso in 7 cantoni.
- Cahuana
- Canquella
- Chacoma
- Llica
- Palaya
- San Pablo de Napa
- Tres Cruces